# Rezerwat przyrody Żubrowisko
Rezerwat przyrody Żubrowisko – faunistyczny rezerwat przyrody położony w województwie śląskim, w Puszczy Pszczyńskiej, nieopodal wsi Jankowice. Znajduje się na terenie gminy Pszczyna w powiecie pszczyńskim, niewielki fragment leży także w gminie Bojszowy (powiat bieruńsko-lędziński). Utworzony zarządzeniem Ministra Ochrony Środowiska, Zasobów Naturalnych i Leśnictwa z 31 października 1996. Obejmuje obszar 744,77 hektarów (akt powołujący podawał 742,56 ha). Przedmiotem ochrony jest tutejsza populacja żubrów, licząca około 30 osobników. Jest jedynym rezerwatem faunistycznym w województwie śląskim; jest także największym rezerwatem województwa.
Obszar rezerwatu stanowi teren zamknięty, otoczony ogrodzeniem. Na skraju rezerwatu urządzono dostępny dla turystów i naukowców Ośrodek Edukacji Ekologicznej „Pszczyńskie Żubry”.
Rezerwat położony jest na terenie Nadleśnictwa Kobiór. Nadzór sprawuje Regionalny Konserwator Przyrody w Katowicach. Rezerwat nie posiada planu ochrony, obowiązują w nim jednak krótkookresowe zadania ochronne, na mocy których obszar rezerwatu podlega ochronie czynnej.